# Nazis: Die okkulte Verschwörung
Nazis: Die okkulte Verschwörung ist ein 1998 entstandener US-amerikanischer Dokumentarfilm von Tracy Atkinson und Joan Baran, der zuerst im Discovery Channel ausgestrahlt wurde. Er versucht, Zusammenhänge zwischen okkulter Religion, Esoterik und dem Nationalsozialismus herzustellen. 

## Inhalt
Der  Dokumentarfilm  nimmt eine Verbindung von Okkultismus und Rassismus als eine der Grundlagen des Nationalsozialismus an. Okkulte Praktiken seien auch Grundlage für politische Maßnahmen wie das Training von Offizieren und die Beeinflussung der Bevölkerung durch Propaganda gewesen.

## Kapitel
Der Film gliedert sich in die folgenden Abschnitte:
1. Teil I
  1. Expedition zum Himalaya
  2. Die Söhne Gottes
  3. Das Elend
  4. Die Parsifal-Sage
  5. Totalitätsanspruch
2. Teil II
  1. Hinduistische Aspekte
  2. Der heilige Gral
  3. Rituale
  4. Personenkult
  5. Astrologie

## Produktion und Veröffentlichung
Der Film wurde 1998 von Discovery Channel unter der Regie von Tracy Atkinson und Joan Barron produziert, das Drehbuch schrieb Lester Shane. Für den Schnitt war Tom McArdle	verantwortlich. Malcolm McDowell übernahm die Erzählstimme. Der Discovery Channel strahlte den zweiteiligen Film auch erstmals in den USA aus, kurz darauf erschien er auf VHS. 
In Deutschland erschien der Film unter dem Titel Nazis: Die okkulte Verschwörung im Jahr 2005 auf DVD bei M.I.B. – Medienvertrieb. Auch in den Niederlanden, Italien und Griechenland wurde der Film auf DVD veröffentlicht.